# كاي باترسون
كاي باترسون (بالإنجليزية: Kay Patterson)‏ هو سياسي أمريكي، ولد في 11 يناير 1931 في الولايات المتحدة. حزبياً، نشط في الحزب الديمقراطي. وقد انتخب عضو مجلس نواب كارولاينا الجنوبية وانتخب عضو مجلس ولاية كارولاينا الجنوبية.